# 황금률

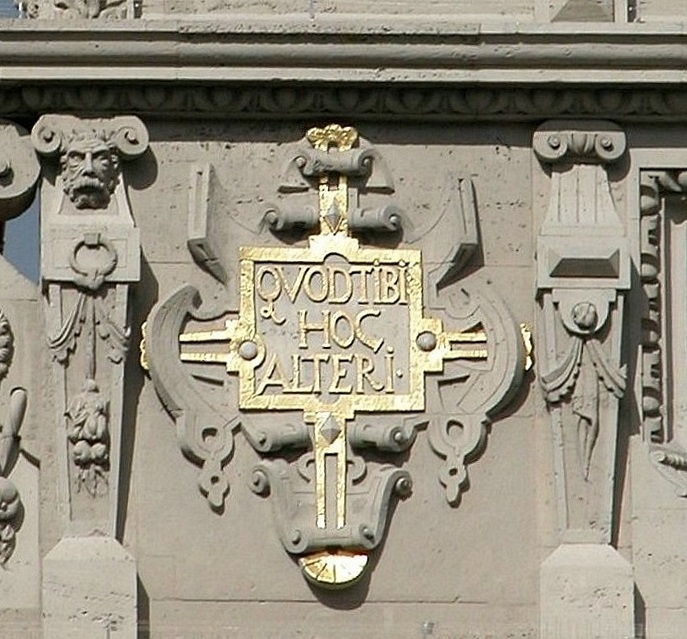

황금률(黃金律)은 수많은 종교와 도덕, 철학에서 볼 수 있는 원칙의 하나로, '다른 사람이 해 주었으면 하는 행위를 하라'는 윤리 원칙이다. 영어로는 골든룰(Golden Rule)이라고 한다.

## 종교 및 철학

### 기독교
기독교에서는 예수가 산상수훈 가운데 보인 기독교의 기본 윤리관으로 나타난다.
1. "그러므로 무엇이든지 남에게 대접을 받고자 하는 대로 너희도 남을 대접하라. 이것이 율법이요. 선지자니라"[1]
2. "남에게 대접을 받고자 하는 대로 너희도 남에게 대접하라"[2]

또, 레위기 19장 18절에 따르면 "네 이웃 사랑하기를 네 자신과 같이 사랑하라"라는 표현이 있다. '이웃을 사랑하는 일'은 일반적으로 기독교 윤리의 핵심이며, 근본적인 특징으로 되어 있다. 예수는 하느님의 최대 요구(계명)로서 '신에 대한 사랑'과 함께 '인인애'를 역설하고 있으며, 바울 또한 아무리 많은 율법이 있다 해도 "결국 자기를 사랑하듯이 이웃을 사랑하라는 말씀에 귀일한다"고 말한다. 그러나 이 성서가 말하는 인인애는 인류애나 인류평등사상과는 다른 기반 위에 서 있는 것으로 알려져 있다. 즉, 성서적인 인인애는 하느님의 말씀과 사랑으로 싸여 있고, 지탱되고 있는 질서 속에서만 일어날 수 있는 것이라고 할 수 있다.
하느님의 사랑, 즉 인간이 신에게 사랑을 받는 것은 인간이 착하다든가 혹은 인간의 공적(功績) 때문이 아니라 자기중심적인 존재(죄인)로서 신을 배반한 자임에도 불구하고 신은 인간을 사랑하는 것이라고 성서는 역설하고 있다. '이웃 사람'이란 이와같이 신의 사랑을 자기에게 가져다 주는 자를 말하며, 따라서 '이웃을 자기처럼 사랑한다'는 것은 그 자체로는 '무(無)'와도 같은 자신이 신에게서 사랑을 받는 것과 마찬가지로 남을 사랑하는 것을 의미한다. 다시 말하면 서로 상대에 대해서 이러한 사랑의 행위를 교환하는 이웃이 되라는 것이며, 인간의 진지한 인격적 공존(共存) 원리를 나타낸 것이라고 할 수 있다.

### 유교
1. 《논어》에서 공자는 자기가 하고싶은 것이 아니면 다른사람에게 시키지 말라고 말한다. 기소불욕 물시어인(己所不欲勿施於人)
2. 사서중 하나인 《대학》에서는 혈구지도(絜矩之道) 라는 말로 표현된다. 所惡於上，毋以使下；所惡於下，毋以事上；所惡於前，毋以先後；所惡於後，毋以從前；所惡於右，毋以交於左；所惡於左，毋以交於右。此之謂絜矩之道。

## 같이 보기
- 이중잣대